# Xavier Garriga i Jové
Xavier Garriga i Jové (Barcelona, 24 de maig de 1939) és un empresari i polític català. Fill de Xavier Garriga i Carbonell.

## Trajectòria política
És llicenciat en filosofia i lletres (especialitat filologia anglesa) i ha treballat com a gerent d'empreses editorials, com Editorial Carroggio. També ha ocupat càrrecs directius al Gremi d'Editors de Barcelona.
Durant la transició espanyola fou secretari de la Unió Liberal a Catalunya i vocal de la junta directiva del Club Liberal de Barcelona presidit per Francesc Marhuenda Garcia. Després formà coalició amb Aliança Popular i fou elegit diputat per la circumscripció de Barcelona a les eleccions al Parlament de Catalunya de 1984. Durant el seu mandat ha estat membre de la Comissió de Política Cultural, de la Comissió de Control Parlamentària d'Actuació de la Corporació Catalana de Ràdio i Televisió i de les Empreses Filials i portaveu segon del Grup Mixt.